# میئه سونوزاکی
میئه سونوزاکی (انگلیسی: Mie Sonozaki; ۷ فوریهٔ ۱۹۷۳ – ) صداپیشه، خواننده، و بازیگر اهل ژاپن بود. وی از سال ۱۹۹۴ میلادی تاکنون مشغول فعالیت بوده‌است.